# 月光のスティグマ
『月光のスティグマ』（げっこうのスティグマ）は、中山七里の恋愛サスペンス小説。新潮社の小説誌『yom yom』にて2013年春号から2014年夏号まで連載され、2014年12月22日に新潮社から単行本が刊行された。
本作は「ラブストーリーをお願いします」という出版社の希望により企画されたが、著者の中山にはほとんど恋愛小説を読んだ経験が無いことや、ただ惚れた腫れたの恋愛ではなく、仕事の面では対立しながら精神面では繋がっているという男女のアンビバレントな状況下での恋愛を描きたいという思いがあったため、恋愛サスペンスの色合いになったという。わかるようでわからない、つかめるようでつかめない“女性”という存在のもどかしさを強調するため、双子という2人の女に翻弄される1人の男が主人公として描かれている。
各章のタイトルは「思春の森」「運命の人」「恋人たちの距離」「逢瀬いま一度」「いのちの戦場」となっており、実在する映画のタイトルや、それを少しもじったものになっているが、これは著者が恋愛のエッセンスを本からではなく、趣味の映画から抽出した結果である。

## あらすじ
美人双子姉妹と有名な八重樫麻衣・優衣の顔は瓜二つで見分けが困難な中、幼馴染である神川淳平は一言二言話すだけで2人を的確に判別できる稀有な存在だった。姉妹の額には幼いころに近くの森で変質者に襲われた時につけられた傷が残っており、同じ場にいたのに助けられなかった不甲斐なさを感じた淳平は、これから先は何が何でも2人を護るという誓いを立てていた。成長しても男性を寄せ付けない難攻不落な2人が唯一気を許す相手として共に過ごしてきた淳平だったが、次第に自分は優衣の方に惹かれているのだと自覚し始める。そして高校進学を間近に控えた1994年12月24日、優衣からも同じ想いを告白され、2人はキスをする。一方で麻衣は淳平の兄・省吾から想いを寄せられていたが、麻衣がそれに応える様子は見られなかった。それから約1か月後、塾帰りに廃ビルの前を通りかかった淳平は、中で省吾が誰かに刺される瞬間を目撃し、驚いてその場から逃げだしてしまう。しかも相手が麻衣に見えた気がしたため誰かに言うこともできず、淳平はまんじりともせず一夜を過ごす。そんな淳平を、阪神・淡路大震災が襲う。自宅も隣の八重樫家も崩壊し、淳平の両親も下敷きになってしまったが、本能で外に飛び出していた淳平は瓦礫の下からなんとか優衣を救い出し、避難所へと運ぶ。廃工場の焼け跡からは完全に墨化した省吾の遺体が発見され、事故と事件の両面で捜査もされたが、淳平は目撃したことを話さず、凶器も残存していなかったことから震災に巻き込まれたとして処理された。家族をともに失った淳平と優衣はそれぞれ芦屋の伯父の家と名古屋の叔母の家に行くことになり、淳平は連絡先も聞けないまま、優衣と離れ離れになる。
時は経ち、淳平は東京地検特別捜査部の検察官となっていた。民生党から政権を取り返そうと必死になる国民党の牧村派に不審な金の動きがあると睨んだ勝呂逸夫は淳平に内偵を命じ、淳平は調査の結果、牧村派には共通の資金提供者がおり、その取引には帝都銀行が使われているという証拠を見つける。そして選挙投票日までにその口座から多額の現金引き出しがあり、なおかつ牧村派の政治家・是枝孝政が理事として名を連ねているという点でNPO法人〈震災孤児育英会〉の存在が浮かび上がる。再び勝呂の命令でボランティア希望として〈震災孤児育英会〉に潜入捜査を試みた淳平は、八重樫優衣を是枝の秘書として紹介され、予想もしなかった15年ぶりの再会を果たす。昔とは少し違った印象に、震災当時にも湧いた疑問が再び頭をかすめる淳平。自分が助けて今目の前にいるのは間違いなく優衣なのか？あの時、省吾を刺したのは本当に麻衣だったのか？
優衣が傾倒している是枝や〈震災孤児育英会〉を疑わなければならない立場でありながら、東日本大震災にショックを受け怯える優衣を目の当たりにして愛しい想いを強めた淳平は、優衣と結ばれる。その後の選挙で国民党は政権の座に返り咲き、是枝孝政も幹事長に就任。優衣とは逢瀬を重ねながらも任務は遂行していた淳平だったが、隠していた身分がばれ、ボランティアを解雇されてしまう。それでもなんとか育英会がアルジェリア支部に2億の送金を行った事実をつかんだ淳平は、優衣もアルジェリアへ向かうことを密かに確認し、自らもアルジェリアへと飛ぶ。そしてそこで動かぬ証拠となる書類を手に入れた淳平だったが、日本へ帰ろうとした矢先、首都アルジェで大規模なテロ事件が発生し、優衣とともに巻き込まれてしまう。日本大使館に逃げ込むもテロリストたちに拘束されてしまった2人だったが、次々人質が殺されていく極限状況の中、淳平は優衣からあの日の真相を聞かされる。

## 登場人物
主要人物
神川 淳平（かみかわ じゅんぺい）
主人公。八重樫麻衣・優衣姉妹の隣りの家に住む幼馴染で、母親以外なかなか見分けることができない2人を一度も間違えたことがない。背も低く、昔から「女の子みたいに可愛い」と言われ性格も穏やかだが、2人を護りたいという気持ちを人一倍持っている。
震災後は伯父夫婦に育てられ、高校までを芦屋で過ごし、東京の大学へ進学した。そして中学のころから抱いていた「人を護りたい」という思いを叶え、検察官となる。仕事は多くが事務作業だったが、地道な作業を続けた結果、特捜部に引き抜かれ、同期の中で1番の出世頭だとまで言われるようになる。庁内の女性職員からは密かに天然の女たらしと呼ばれている。
著者の中山によると、万能でも最強でも無く特徴もない主人公でも十分に面白い小説が書けるということを証明したいという気持ちがあって生み出されたキャラクターである。
八重樫 麻衣（やえがし まい）
双子の姉。3月25日生まれ。一卵性双生児である妹の優衣とは顔はおろか身体の相違点すら見つけるのは難しく、父親ですら見分けられない。趣味嗜好まで同じだが、本人たちは「同じだから区別しなくていい」と、そのことに不満はない。幼い時に森で変質者に襲われ、額にカッターナイフで長さ5センチほどの傷を姉妹同じ場所につけられた。痕が残ってしまい、時にピンク色の刻印のように浮かび上がる。淳平によると、優衣とは違って白けた口調の物言いをする。
八重樫 優衣（やえがし ゆい）
双子の妹。姉妹揃って切れ長の目とつんと高い鼻など美しさは際立ち、体型もモデル並み。多くの男に告白されるが全く相手にせずすべて「ごめんなさい。そういうの興味ないの。」で返すため、その文句は校内の流行語にすらなった。成績も良く、2人共神戸大付属高校や国立大を出てキャリア官僚になることを目指していた。淳平によると、麻衣とは違って少し気遣うような喋り方をし、言葉数は大きくなるにつれて少なくなっていった。
淳平と再会した30歳時でも華奢な体型は変わらず、道を歩けば10人中10人が振り返るような美貌もそのまま。額の傷もまだ残っている。高校までは名古屋で過ごし、大学進学のために東京に出てきた。大学のサークルで育英会の存在を知り、ボランティアスタッフとして働いていたのが是枝孝政の目に留まり、私設秘書となる。
1995年以前
神川 省吾（かみかわ しょうご）
淳平の6つ上の兄。近所や学校では乱暴者で通っており、担任すらも殴ったことがあるが、なぜか淳平には優しく、手を出すどころか荒い言葉すらかけたことがない。八重樫姉妹の区別がつかないため、ちょっかいをかけてみて睨むのが麻衣、目をそらすのが優衣という風に見分けている。はっきり物を言う麻衣のことが好き。高校は中退して工場で働く。
神川 康平（かみかわ こうへい）
淳平の父。普段は口数が少ないが、怒ると誰よりも恐い。「楽をして得られるものにはそれなりの価値しかない。本当に希求するものは努力しなければ手に入らない」が口癖。阪神・淡路大震災で自宅の下敷きになり、志津子とともに亡くなる。
神川 志津子（かみかわ しづこ）
淳平の母。行動は素早い。
八重樫 進（やえがし すすむ）
麻衣と優衣の父親。メッキ工場を経営していたが、2人が小学3年生の時、工場で化学爆発を起こして亡くなってしまう。
八重樫 留美（やえがし るみ）
麻衣と優衣の母親。化学爆発で夫を亡くしてからは惣菜屋とビル清掃の掛け持ちして働く。阪神・淡路大震災で自宅の下敷きとなって亡くなる。
友成 雅彦（ともなり まさひこ）
成績はクラスで常に5番以内、サッカーが得意でポジションはMF、明朗快活で女子だけではなく男子からも人気がある淳平・麻衣・優衣と同学年の男子生徒。父親は開業医。小学校5年生の時、麻衣と優衣にそれぞれアプローチするが、二股をかけていることを2人に面と向かって抗議され、玉砕する。恥をかかされたことで淳平の前で2人を畜生扱いし、淳平に殴られる。
二宮（にのみや）
中学3年生時の淳平の塾の講師。放任主義のようでいて生徒にやる気をおこさせるのがうまい。
2011年
勝呂 逸夫（すぐろ いつお）
東京地検特別捜査部の特殊・直告一班を仕切る検察官で淳平の直属の上司。班担当副部長。42歳。白髪が目立ち、笑うと目がヘの字になる。基本的には温和だが、時折部下の能力を試すような質問をして部下をメンテナンスするような一面を見せる。淳平に〈震災孤児育英会〉への潜入捜査を命じる。
稲盛 遥子（いなもり ようこ）
淳平が検察庁に入庁後、先輩達の付き合いで参加した合コンで知り合った淳平より6つ下の恋人で、都銀に勤務している。誰もが振り返るような美人ではないが、笑顔に愛嬌がある。ショートボブで小柄。性格は積極的。淳平が特捜部所属であることは知らない。宮城に叔母がいる。
是枝 孝政（これえだ たかまさ）
国民党の牧村派の代議士。41歳。東京生まれの東京育ちで、東京四区で4回当選している。国民党の青年局長を務め、端正な顔立ちと清廉でスマートなイメージで人気を博した。しかし特捜には、派閥抗争時に牧村派の資金調達を担ったのではないかと目をつけられている。ホームページや議員プロフィールに載せていないが、NPO法人〈震災孤児育英会〉の理事の一人に名を連ねる。
笑った顔には嫌味がなく、インタビューの受け答えや演説は舌鋒の鋭さが特徴。しがらみにとらわれず、時には内部批判ともとれるコメントも出すその明快さが支持を得ている。
東日本大震災後に政権の座に返り咲いた国民党で幹事長に就任する。いずれは総理大臣になりたいと考えている。
是枝 貞一
是枝孝政の父で、内閣官房長官も務めたことがある清貧で知られた政治家。高潔な人格で党からの信頼も厚く、発言もぶれが無い。心筋梗塞で急逝した。本作では名前のみ登場。
是枝 友子（これえだ ともこ）
孝政の妻。牧村派議員の血縁者。東日本大震災後の孝政の陸前高田訪問に同行するが、孝政と優衣の仲を疑っているため2人を見張ることが目的らしく、優衣には事務的な対応を徹底する。
真垣 統一郎（まがき とういちろう）
現国民党総裁。二世議員で、父親の善治（よしはる）も国民党元総理。改革派で、歯に物着せぬ言い方は孝政以上。陽気で能弁。第四派閥相沢派だが、最大派閥の領袖である須郷毅（すごうつよし）が後ろ盾についている。
アルジェリアの人質事件で、国会承認も閣議決定もなされないまま独断で自衛隊派遣を決定する。
牧村 穂積（まきむら ほずみ）
金丸公望（かねまるきんもち）没後に国民党で派閥を継承した現幹事長で牧村派の代表。しかし公望ほどのカリスマ性が無いため、日毎に派閥は縮小傾向にある。二世議員でも資産家でもなく、前は財務官僚だった。本作では名前のみ登場。
綾瀬 めぐみ（あやせ めぐみ）
〈震災孤児育英会〉事務局長で、是枝孝政に心酔している。大学生にも見える容姿をしている。震災孤児への送金手続きなど一気に引き受けている。ボランティアとして入ってきた淳平を最初は歓迎するが、次第に淳平への警戒を強め、淳平のが特捜の人間と知るとすぐにボランティアを解雇した。
真壁（まかべ）
帝都銀行新宿支店の支店長。
小梶（こかじ）
育英会アルジェリア支部で働いている唯一の日本人スタッフ。本部から送金された資金を秘密裡に管理することが主な仕事。推定20代後半。
飯島（いいじま）
アルジェリアの日本大使館の書記官。日本大使館の中は安全であると信じている。

## 書評
本作は、阪神・淡路大震災や東日本大震災を題材として扱いながら、冒頭は2人の女の子と1人の男の子が森でお医者さんごっこをしたり、変質者が現れて幼い少女相手にあわや性的虐待かと思われる衝撃的シーンから始まるが、フリーライターの永江朗は、人が本を読む時はある程度先を見越しながら読むものであることを述べたうえで、「読みの技術が『月光のスティグマ』には通じない。次のページは予測できても、三十ページ後は予測がつかないのだ。読んでいて全く気の抜けない小説である。」と展開の意外性を評価した。一方で、書評家の中辻理夫が「日本全体に影響を与えた阪神淡路大震災と東日本大震災を作中に盛り込む社会性も持っている。」と述べるように、小説の社会性にも触れ、読後に神戸の街を歩き、街に残る震災の痕跡と人々の心の中にあるスティグマについて述べた。